# Rivula arizanensis
Rivula arizanensis là một loài bướm đêm trong họ Erebidae.